# ¿Quién puede matar a un niño?
¿Quién puede matar a un niño? és una pel·lícula espanyola de 1976, dirigida per Narciso Ibáñez Serrador, basada en la novel·la El juego de los niños de Juan José Plans i amb música de Waldo de los Ríos; va ser el segon i darrer llargmetratge dirigit per Ibáñez Serrador.
Actualment, aquest llargmetratge constitueix un dels més celebrats del gènere de terror al cinema espanyol i és considerat pel·lícula de culte. Més tard aparegué en el número 86 a la llista de Slant Magazine "The 100 Best Horror Movies of All Time".

## Argument
La pel·lícula comença amb diverses fotografies d'escenes reals d'adults torturant i maltractant nens en diferents guerras i fams, sobre les quals s'intercalen els títols de crèdit. Després d'això, ens adonem que aquestes escenes es corresponen amb un documental televisiu que estan veient Tom i Evelyn, una parella de turistes estrangers de parla anglesa (possiblement britànics o estatunidencs, encara que mai ho aclareixen en la trama), que arriben a la localitat espanyola de Benavis, una ciutat fictícia en la costa mediterrània, amb la finalitat de navegar, l'endemà, fins a la igualment fictícia illa d'Almanzora per a passar uns dies de vacances. Evelyn es troba embarassada de set mesos del seu tercer fill i venen disposats a relaxar-se al màxim a l'illa, en la qual Tom va passar una temporada quan era petit. No obstant això, res més arribar a Almanzora, comencen a notar que tot està molt rar en el lloc: tot sembla abandonat, solament es veuen nens i no hi ha ni rastre dels adults. D'altra banda, els turistes no han tingut ocasió de llegir les notícies que havien arribat a la costa, sobre diversos cadàvers que anaven arribant al continent arrossegats per l'aigua.
La parella descansa del seu viatge a l'illa en un bar, on troben tot com si la gent hagués marxat a tot córrer, deixant fins i tot els pollastres dins del forn, ja carbonitzats. Mentre Tom va a la recerca de menjar, una nena entra i acaricia el ventre a Evelyn, somrient-li sense dir una paraula, i se'n va després. Mentrestant, Tom ha estat investigant per les cases en creure sentir sorolls en una d'elles. Al no trobar a ningú, es dirigeix a la botiga, també buida, aprovisionant-se de menjar. Allí, Evelyn i Tom reben una trucada telefònica d'una noia que parla en un idioma estranger i amb un to de veu angoixat, tallant-se la comunicació poc després. Després de menjar, els esposos van a la recerca de l'hotel, on tampoc hi ha cap persona major d'edat, encara que descobreixen que hi ha turistes suecs registrats (un matrimoni i la seva filla), i pensen en la noia estrangera de la crida. Evelyn, apuntada a la porta de l'hotel, veu per fi a un vell que sembla que juga a l'amagatall amb una nena però, aterrida, veurà com la nena li llevarà el bastó i li colpejarà amb ell al cap fins a matar-lo. Més tard, en pujar a les habitacions a la recerca de la família sueca, troba els cadàvers del matrimoni, però ni rastre de la noia. A l'hotel, finalment troben a un habitant adult del poble: un pescador, Antonio Iranzo, que es troba en estat de xoc i els conta que, uns dies abans, tots els nens han contret una espècie de bogeria col·lectiva i s'han dedicat a assassinar tots els adults del poble, mentre aquests van ser incapaços de fer res, ja que com bé diu el pescador: "qui pot matar un nen? Es dona a entendre que a la llarga llista d'atrocitats i horrors provocats pels combats i l'apatia dels adults ha provocat que els nens de l'illa prenguin l'afer en les seves pròpies mans. A més, es mostra que els nens normals canvien com la resta de l'illa simplement fent contacte visual amb ells.
Tom li dispara a contracor a un noi amb una arma quan estan acorralats en una habitació. Atrapada a l'habitació, Evelyn és assassinada quan el seu fill per néixer s'uneix als nens de l'illa i l'ataca des de dins. L'endemà al matí, un cansat Tom està completament sol.
Tom finalment dispara un MP-40 a un grup de nens mentre tracta d'escapar de l'illa, però els nens el segueixen fins al moll i ataquen en massa mentre intenta desarmar un pot. Mentre tracta de lluitar contra els nens, arriba un pot patruller militar / policial espanyol. L'equip creu que Tom està matant als nens a sang freda, i un oficial li llança la seva arma i li ordena que es quedi quiet. Quan no ho fa, l'oficial li dispara mort. Els molls dels vaixells de patrulla, i els oficials comencen a atendre els nens ferits, amb l'oficial que va disparar a Tom preguntant-se en veu alta, "quin tipus d'home ...?" Quan se'ls pregunta on estan els seus pares, els nens apunten cap a la ciutat i els tres oficials comencen a anar-se, deixant el seu pot i les seves armes sense assegurar. L'oficial és detingut per un nen que crida "Adéu!" Es torna per a veure als nens que han abordat el pot patruller i estan descarregant el seu inventari d'armes curtes. Un dels nens mata als tres oficials amb un rifle.
La pel·lícula acaba amb un petit grup de nens que es preparen per a dirigir-se a l'Espanya continental en una llanxa a motor, anant amb compte d'anar amb grups petits per a evitar sospites. Quan una nena pregunta: "Creus que els altres nens començaran a jugar com nosaltres?" el noi a càrrec somriu i diu: "Oh, sí ... hi ha molts nens al món. Molts d'ells".

## Repartiment
- Lewis Fiander - Tom
- Prunella Ransome - Evelyn
- Maria Druille - Nena que plora
- Antonio Iranzo - Pare de la nena que plora
- Luis Ciges - Enrique Amorós, el carter
- Fabián Conde - Empleado de la botiga de fotos
- Miguel Narros - Primer guardacostes
- Lourdes de la Cambra - Nena
- Roberto Nauta - Nen
- Javier de la Cámara - Nen
- María Luisa Arias
- Marisa Porcel
- Juan Cazalilla
- Antonio Canal
- Aparicio Rivero
- Andrés Gómez

## Premis
La pel·lícula va guanyar el premi de la crítica a Narcís Ibáñez Serrador en el Festival internacional de cinema fantàstic d'Avoriaz de 1977.

## Diferències amb la novel·la de Juan José Plans
La història, escrita per Narcís Ibáñez Serrador (encara que amb el pseudònim de Luis Peñafiel), està basada en la novel·la El juego de los niños (1976), del xixonès Juan José Plans, i, malgrat que la pel·lícula és bastant fidel a la història, hi ha alguns canvis entre el llibre i el film:
- El més obvi és el nom dels protagonistes (que en el llibre es diuen Malco i Nona) i en el nom de l'illa (que en la novel·la es diu Ta), quedant ocult el nom de la localitat en la costa. D'altra banda, s'afegeixen alguns personatges que no estan en la pel·lícula, així com les situacions que aquests protagonitzen (una parella de guàrdies, un premi nobel de medicina, una parella d'ancians en una granja de l'illa i un home borratxo que descobreix el primer cadàver, mentre que en la pel·lícula el troba un nen que està banyant-se a la platja).
- Una cosa molt important d'esmentar és que en el llibre es dona, encara que amb una interpretació oberta, una possible explicació a l'ocorregut com una venjança de la Naturalesa contra tot el mal que l'home li causa. Per part seva, en la pel·lícula, aquesta comença amb una sèrie d'imatges reals sobre tragèdies caigudes sobre els nens per la guerra i la fam pel que se suggereix, amb aquestes imatges presentades a manera de documental, que els nens es vengen dels adults d'aquesta forma, però també queda bastant oberta aquesta interpretació.
- A més, el que en la pel·lícula era una espècie de bogeria contagiosa per la mirada d'uns nens a uns altres, en el llibre s'explica per la pluja d'un pol·len groc que és el que trastorna als nens de l'illa. És necessari que hi hagi contacte entre els nens i el pol·len perquè es converteixin en nous sicaris, quan en la pel·lícula és una espècie d'hipnosi entre nens el que transforma als infants. De fet, en el llibre s'esmenta diverses vegades que hi ha alguna cosa dins dels nens, que ells només són autòmats d'un pla superior, però ningú explica amb claredat què és el que tenen els nens dins i la interpretació, novament, queda molt oberta.
- Una altra diferència important la marca la diferència de la professió del personatge cinematogràfic de Tom (biòleg) i la del seu alter ego literari Malco (escriptor de contes infantils), ja que en el segon cas s'usa contínuament al llarg de la novel·la a l'osset Pilgrin, un dels personatges de l'escriptor que, mitjançant frases molt infantils, descriu les situacions més misterioses o truculentes amb les quals es va trobant el matrimoni, de manera que l'escriptor projecta els seus propis pensaments en passatges dels seus contes. Per exemple: "(Estic) on es creu estar però on no s'està" és una frase de l'osset que s'usa per a descriure el misteri de l'illa on es troba el matrimoni. Totes aquestes referències estan completament absents de la pel·lícula.